# Flughafen Honningsvåg Valan

i7
i11
i13
Der Flughafen Honningsvåg Valan (IATA-Code: HVG, ICAO-Code: ENHV) ist ein Flughafen in Norwegen. Der Flughafen befindet sich in der Kommune Nordkapp und ist der nächstgelegene Flughafen zum Nordkap. Über die Europastraße 69 ist der Flughafen mit dem Nordkap und Honningsvåg verbunden.

## Geschichte

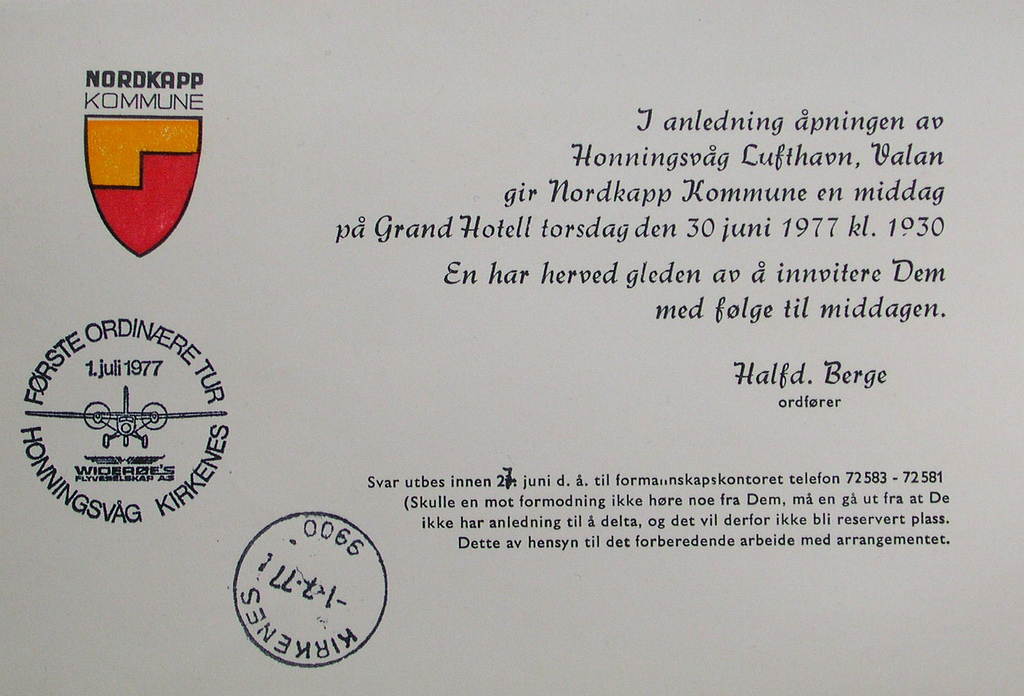
Einladung zur Eröffnung mit dem Angebot eines Freiflugs

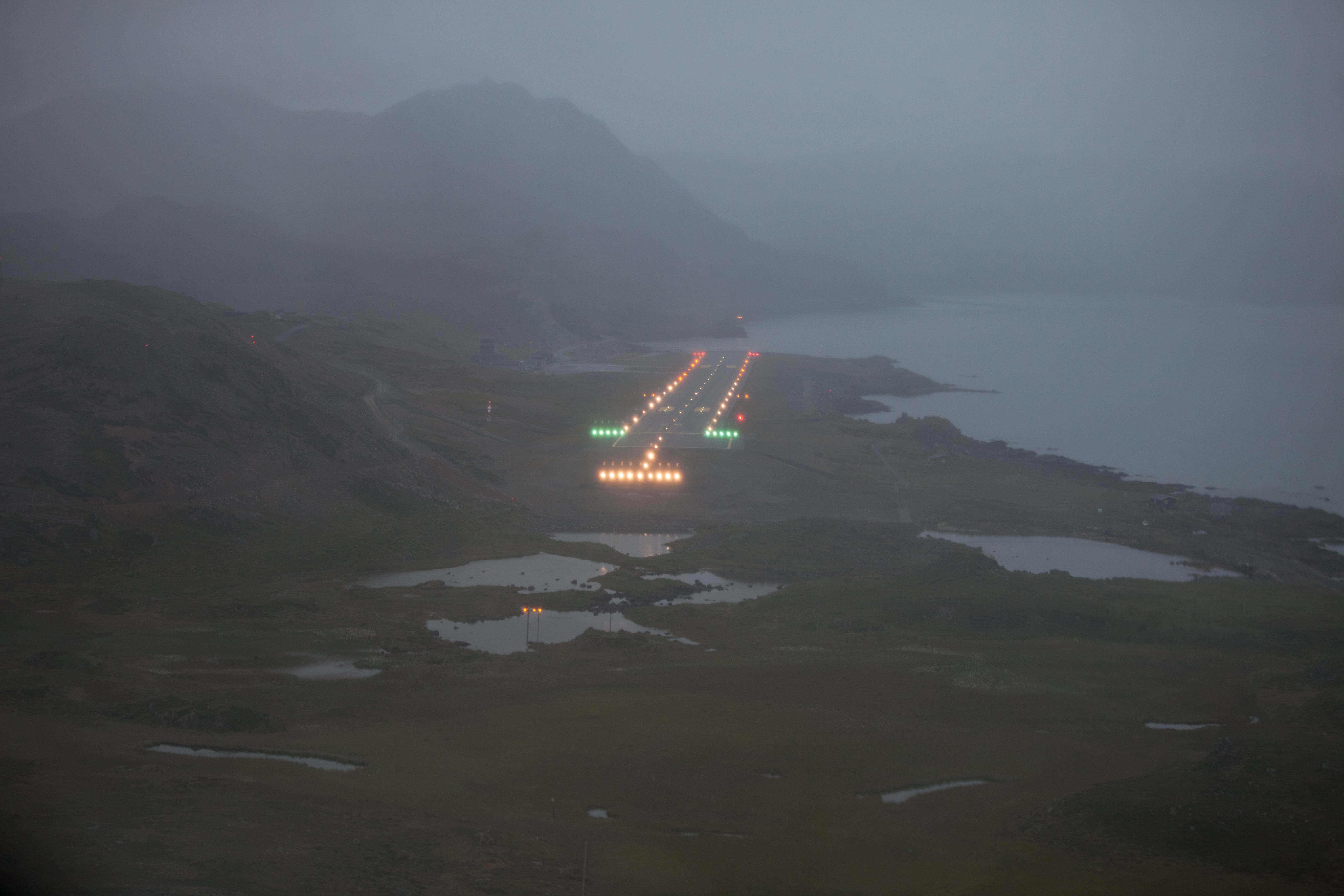
Start- und Landebahn

Erste Pläne zur Errichtung einer Flugverbindung in die Nordkapregion gab es bereits 1934. In diesem Jahr sprach sich die Gemeinde für einen entsprechenden Plan der in Narvik ansässigen Gesellschaft Nord-Norge Aeros für eine Konzession für die Route Trondheim-Kirkenes aus. 1948 bewilligte die Gemeinde Mittel zum Bau eines Wasserflughafens. Die norwegische Fluggesellschaft DNL beantragte daraufhin eine staatliche Unterstützung. Diese blieb jedoch aus. Das norwegische Verkehrsministerium entschied 1949 zunächst, Honningsvåg nicht in das norwegische Flugnetz aufzunehmen. Der heutige Flughafen wurde dann jedoch letztlich im Juni 1977 eröffnet. Am 29. Oktober 1990 stürzte eine Twin Otter der Luftforsvaret in Honningsvåg Valan infolge von Turbulenzen ab. Zwei Besatzungsmitglieder und ein Passagier starben. 2016 wurden 25.410 Passagiere und 2.492 Flugbewegungen gezählt.

## Verbindungen
Die Fluglinie Widerøe verbindet den Flughafen täglich mit Hammerfest und Tromsø und seltener mit Alta, Mehamn, Vadsø, Kirkenes sowie Berlevåg und Båtsfjord. Eingesetzt werden De Havilland DHC-8.